# 南バンダマ州
南バンダマ州（みなみバンダマしゅう、フランス語: Région du Sud-Bandama）はかつてコートジボワールに存在した州。州都はディヴォ。面積は10,677平方キロメートル。人口は1998年国勢調査では約68万人、2010年推計では約98万人。国土の南部に位置し、北から時計回りにフロマジェ州、ラギューヌ州、ギニア湾、低サッサンドラ州と接していた。
1997年1月15日の行政区画再編によって設置された。2011年9月28日の行政区画再編によって廃止され、ほとんどの地域は新たに設置されたゴー＝ジブア地方の一部となった。ただしフレスコ県は低サッサンドラ地方に移管された。

## 行政区画
成立当初は2県だった。2008年10月8日にディヴォ県がフレスコ県より、2009年3月27日にギトリ県がディヴォ県よりそれぞれ分立し、廃止時には4県があった。また県の下には2007年時点で14郡と7コミューンがあった。
- ディヴォ県（英語版）
- フレスコ県（英語版）（2008年設置）
- ギトリ県（英語版）（2009年設置）
- ラコタ県（英語版）